# Blepharis kuriensis
Blepharis kuriensis là một loài thực vật có hoa trong họ Ô rô. Loài này được Vierh. mô tả khoa học đầu tiên năm 1906.